# W. O. Foster & Company
W. O. Foster & Company war ein US-amerikanischer Hersteller von Automobilen. Eine andere Quelle verwendet die Firmierung W. O. Foster Company.

## Unternehmensgeschichte
Das Unternehmen wurde 1908 in Newton in Iowa gegründet. Im gleichen Jahr begann die Produktion von Automobilen. Der Markenname lautete Foster. Noch 1908 endete die Produktion. 1909 errichtete das Unternehmen ein zweigeschossiges Gebäude und war als Autowerkstatt und Autohaus aktiv. Es ist nicht bekannt, wann das Unternehmen aufgelöst wurde.
Es bestand keine Verbindung zur Foster Automobile Manufacturing Company, die ein paar Jahre vorher ebenfalls Fahrzeuge als Foster anboten.

## Fahrzeuge
Das einzige Modell war ein Highwheeler. Weitere Angaben liegen nicht vor.